# Alpes del Grand Combin
Los Alpes del Grand Combin son una subsección de los Alpes Peninos. Constituyen la parte más occidental del Col Petit Ferret al Colle Collon. Se encuentra en la frontera entre Italia (Valle de Aosta) y Suiza (Cantón del Valais).

## Delimitación
Los Alpes del Grand Combin limitan:
- al norte con los Alpes de Vaud (en los Alpes Berneses) y separados por el río Ródano;
- al este con los Alpes del Weisshorn y del Cervino (en la misma sección alpina) y separados por el Colle Collon;
- al sur con los Alpes del Gran Paradiso y los Alpes de la Grande Sassière y del Rutor (en los Alpes Grayos) y separados por el Dora Baltea;
- al oeste con los Alpes del Mont Blanc (en los Alpes Grayos) y separados por el Val Ferret, el Col Ferret y del Val Ferret (Suiza).

Girando en sentido de las agujas del reloj los límites geográficos, en detalle, son: Col Petit Ferret, Val Ferret, Val d'Entremont, Martigny, río Ródano, Sion, Val d'Hérens, Arolla, Colle Collon, Valpelline, Aosta, río Dora Baltea, Courmayeur, Val Ferret, Col Petit Ferret.

## Subdivisión
La clasificación SOIUSA de los Alpes del Weisshorn y del Cervino es la siguiente:
- Gran parte = Alpes occidentales
- Gran sector = Alpes del noroeste
- Sección = Alpes Peninos
- Subsección = Alpes del Grand Combin
- Código = I/B-9.I

Los Alpes del Grand Combin, según las indicaciones de la SOIUSA, está subdividida en 4 supergrupos, 10 grupos y 13 subgrupos:
- Cadena Grande Rochère-Grand Golliaz (A)
  - Grupo Grand Golliaz-Mont Ferret (A.1)
    - Grupo del Grand Golliaz (A.1.a)
    - Grupo del Mont Ferret (A.1.b)

  - Grupo Grande Rochère-Monte Fallère (A.2)
    - Grupo de la Grande Rochère (A.2.a)
    - Grupo del Monte Fallère (A.2.b)
- Cadena Grand Combin-Monte Velàn (B)
  - Grupo Monte Velàn-Tête de By (B.3)
    - Grupo del Monte Velàn (B.3.a)
    - Grupo de la Grand Tête de By (B.3.b)

  - Grupo del Grand Combin (B.4)
- Cadena Gelé-Collon (C)
  - Grupo Gelé-Morion (C.5)
    - Cadena del Morion (C.5.a)
    - Grupo del Gelé (C.5.b)
    - Costiera del Aroletta (C.5.c)

  - Grupo de la Becca Rayette (C.6)
  - Cadena Blanchen-Collon (C.7)
    - Grupo Blanchen-Collon (C.7.a)
    - Grupo de los Laghi (C.7.b)
- Cadena Arolla-Cheilon-Pleureur (D)
  - Grupo Arolla-Cheilon-Ruinette (D.8)
  - Grupo del Mont Pleureur (D.9)
    - Cadena Mont Pleureur-Rosablanche-Métailler (D.9.a)
    - Cadena Mont Fort-Mont Gelé (D.9.b)

  - Cadena de las Aiguilles Rouges d'Arolla (D.10)

## Cimas

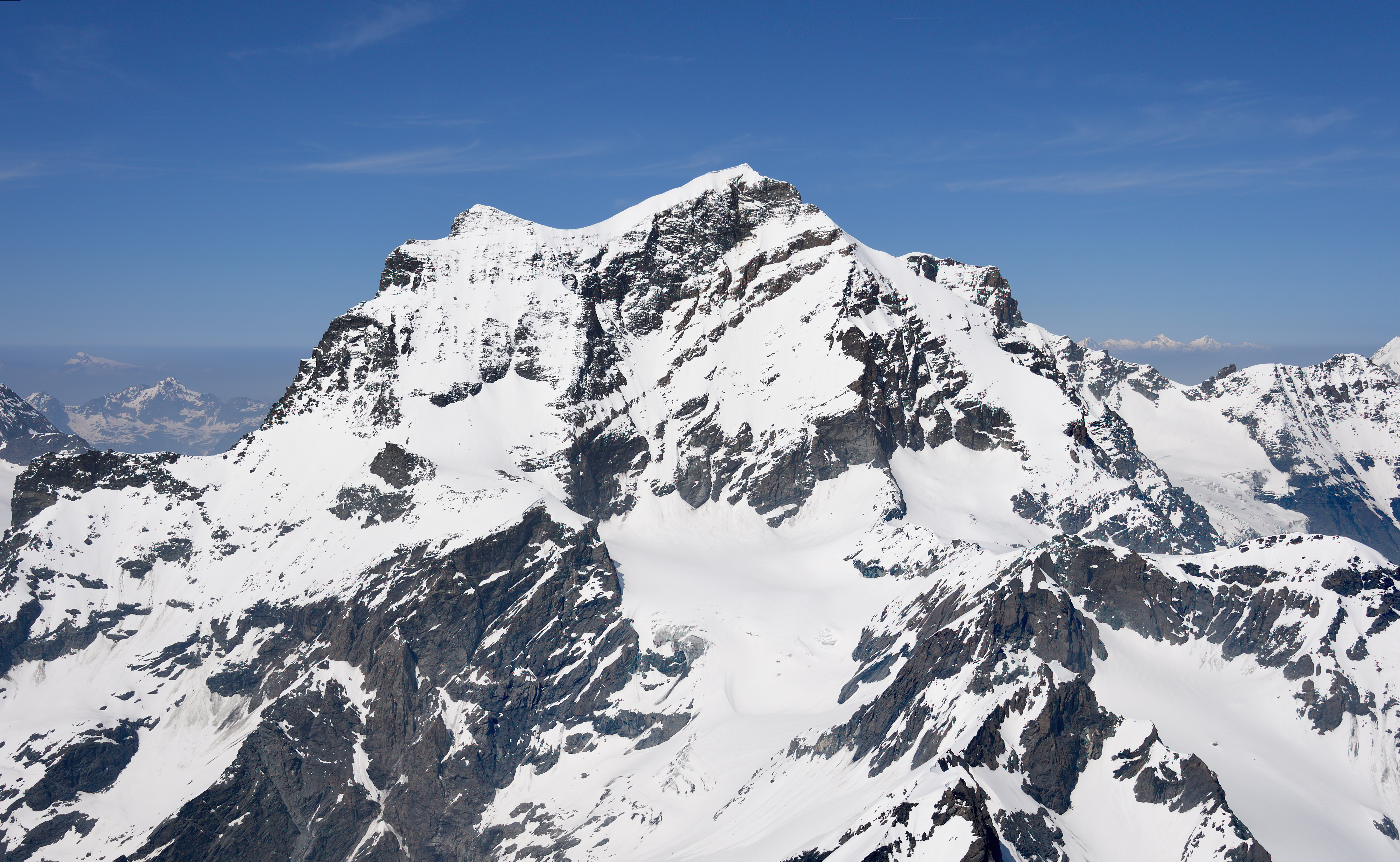
El Grand Combin, macizo más importante.

Las cimas principales de los Alpes del Grand Combin son:
- Combin de Grafeneire - 4.314 m
- Combin de Valsorey - 4.184 m
- Combin de la Tsessette - 4.141 m
- La Ruinette - 3.875 m
- Mont Blanc de Cheilon - 3.870 m
- Pigne d'Arolla - 3.796 m
- Monte Vélan - 3.731 m
- Evêque - 3.716 m
- Le Pleureur - 3.704 m
- Gran Becca Blanchen - 3.680 m
- Petit Combin - 3.663 m
- Aiguilles Rouges d'Arolla - 3.646 m
- Monte Collon - 3.637 m
- Grande Tête de By - 3.588 m
- Becca d'Oren - 3.532 m
- Becca Rayette - 3.529 m
- Monte Gelé - 3.519 m
- Pointe de Vouasson - 3.490 m
- Becca di Chardoney - 3.447 m
- Rosablanche - 3.336 m
- Mont Fort - 3.328 m
- Grande Rochère - 3.326 m
- Grand Golliat - 3.238 m
- Le Métailler - 3.213 m
- Grand Tavé - 3.158 m
- Monte Fallere - 3.061 m
- Monte Morion - 2.709 m

## Refugios alpinos
Para favorecer el excursionismo de alta cota y el ascenso a las cimas el grupo montañoso está dotado de muchos refugios. Algunos entre los principales son:
- Vivac Biagio Musso - 3.664 m
- Cabaña des Vignettes - 3.160 m
- Cabaña de Valsorey - 3.030 m
- Refugio Franco Chiarella all'Amianthe - 2.979 m
- Cabaña de Dix - 2.928 m
- Cabaña des Aiguilles Rouges - 2.810 m
- Cabaña de Panossière - 2.645 m
- Cabaña du Vélan - 2.642 m
- Cabaña du Col de Mille - 2.473 m
- Cabaña de Chanrion - 2.462 m
- Refugio Crête Sèche - 2.398 m
- Cabaña Marcel Brunet - 2.103 m
- Refugio Walter Bonatti - 2.025 m
- Refugio Prarayer - 2.005 m
- Refugio Giorgio Bertone - 1.979 m